# إسماعيل محمد (لاعب كرة قدم)
إسماعيل محمد محمد (مواليد 5 أبريل 1990) هو لاعب كرة قدم قطري يلعب مع نادي الدحيل في دوري نجوم قطر و‌منتخب قطر لكرة القدم ك‍جناح.
بدأ لعبه في نادي الجيش القطري موسم 2009. وقضى موسمين مع النادي واعير لموسمين لنادي لخويا وانتهى تعاقده مع نادي الجيش في نهاية الموسم وتعاقد معه نادي لخويا لمدة 5 مواسم.

## نادي الدحيل
كان يلعب في نادي لخويا و في عام 2017 صدر قرار بدمج نادي لخويا مع نادي الجيش تحت مسمى نادي الدحيل و انضم بعدها إلى نادي الدحيل.

## انجازاته
1. بطولة كاس الدرجة الثانية مرة مع فريق الجيش 2009-2010
2. بطولة دوري الدرجة الثانية مرة مع فريق الجيش 2010-2011
3. بطولة دوري نجوم قطر مرة مع فريق لخويا 2011-2012
4. المشاركة مع فريق لخويا في دوري أبطال أسيا لأول مرة في ثاني موسم له بعد الصعود للدوري.
5. بطولة كاس ولي العهد مرة مع فريق لخويا 2012-2013

## روابط خارجية
- إسماعيل محمد محمد لاعب لخويا على موقع الاتحاد الأوربي (الإنجليزية)
- إسماعيل محمد محمد لاعب لخويا على موقع قاعدة بيانات كرة القدم.إي يو (الإنجليزية)
- إسماعيل محمد محمد لاعب لخويا على موقع ناشيونال فوتبول تيمز (الإنجليزية)
- إسماعيل محمد محمد لاعب لخويا على موقع Soccerway.com (الإنجليزية)
- إسماعيل محمد محمد لاعب لخويا على موقع عالم كرة القدم.نت (الإنجليزية)